# Ciclismo ai Giochi della XXVIII Olimpiade - Keirin
La gara di Keirin dei Giochi della XXIX Olimpiade fu corsa il 25 agosto all'Athens Olympic Sports Complex di Atene, in Grecia. La medaglia d'oro fu vinta dall'australiano Ryan Bayley.
Vide la partecipazione di 22 atleti. La prova consiste nell'effettuare otto giri di pista (2 km); i primi cinque giri e mezzo venivano effettuati dietro un mezzo motorizzato che aumentava gradualmente la velocità fino a 50 km/h, lasciando quindi la pista; gli ultimi due giri e mezzo di pista venivano quindi effettuati liberamente dai ciclisti.

## Risultati

### Primo turno
Si svolsero quattro batterie: i primi due atleti di ognuna passarono al turno successivo, mentre gli altri effettuarono i ripescaggi.
Nota: DNF ritirato, DNS non partito, DSQ squalificato.
| Pos. | Atleta              | Note |
| ---- | ------------------- | ---- |
| 1    | Ryan Bayley         | Q    |
| 2    | Labros Vasilopoulos | Q    |
| 3    | Jamie Staff         |      |
| 4    | Łukasz Kwiatkowski  |      |
| 5    | Theo Bos            |      |
| 6    | Toshiaki Fushimi    |      |
| 7    | Jens Fiedler        |      |

| Pos. | Atleta                | Note |
| ---- | --------------------- | ---- |
| 1    | René Wolff            | Q    |
| 2    | José Antonio Escuredo | Q    |
| 3    | Marty Nothstein       |      |
| 4    | Jaroslav Jeřábek      |      |
| 5    | Josiah Ng             |      |
| 6    | Laurent Gané          |      |
| 7    | Yang Hee-Chun         |      |

| Pos. | Atleta                  | Note |
| ---- | ----------------------- | ---- |
| 1    | Shane Kelly             | Q    |
| 2    | Ivan Vrba               | Q    |
| 3    | Teun Mulder             |      |
| 4    | José Alberto Sochón     |      |
| 5    | Ross Edgar              |      |
| 6    | Hong Suk-Hwan           |      |
| 7    | Mickaël Bourgain        |      |
| DSQ  | José Antonio Villanueva |      |

#### Ripescaggi primo turno
I due primi classificati di ogni ripescaggio passarono al secondo turno.
| Pos. | Atleta                  | Note |
| ---- | ----------------------- | ---- |
| 1    | Jamie Staff             | Q    |
| 2    | Jens Fiedler            | Q    |
| 3    | José Antonio Villanueva |      |
| 4    | Ross Edgar              |      |
| 5    | Jaroslav Jeřábek        |      |
| 6    | Laurent Gané            |      |

| Pos. | Atleta              | Note |
| ---- | ------------------- | ---- |
| 1    | Mickaël Bourgain    | Q    |
| 2    | Josiah Ng           | Q    |
| 3    | José Alberto Sochón |      |
| 4    | Marty Nothstein     |      |
| 5    | Toshiaki Fushimi    |      |

| Pos. | Atleta             | Note |
| ---- | ------------------ | ---- |
| 1    | Theo Bos           | Q    |
| 2    | Łukasz Kwiatkowski | Q    |
| 3    | Hong Suk-Hwan      |      |
| 4    | Teun Mulder        |      |
| 5    | Yang Hee-Chun      |      |

### Semifinali
I 12 atleti qualificati si affrontarono in due batterie da sei ognuna; i primi 3 si qualificarono per la finale.
Nota: DNF ritirato, DNS non partito, DSQ squalificato.
| Pos. | Atleta                | Note |
| ---- | --------------------- | ---- |
| 1    | Ryan Bayley           | Q    |
| 2    | Josiah Ng             | Q    |
| 3    | José Antonio Escuredo | Q    |
| 4    | Ivan Vrba             |      |
| 5    | Łukasz Kwiatkowski    |      |
| DSQ  | Jamie Staff           |      |

| Pos. | Atleta              | Note |
| ---- | ------------------- | ---- |
| 1    | Shane Kelly         | Q    |
| 2    | René Wolff          | Q    |
| 3    | Mickaël Bourgain    | Q    |
| 4    | Jens Fiedler        |      |
| DNF  | Theo Bos            |      |
| DSQ  | Labros Vasilopoulos |      |

### Turno finale

#### 7º – 12º posto
Nota: DNF ritirato, DNS non partito, DSQ squalificato.
| Pos. | Atleta              | Note |
| ---- | ------------------- | ---- |
| 7    | Łukasz Kwiatkowski  |      |
| 8    | Jens Fiedler        |      |
| 9    | Labros Vasilopoulos |      |
| DSQ  | Ivan Vrba           |      |

#### 1º – 6º posto
Nota: DNF ritirato, DNS non partito, DSQ squalificato.
| Pos. | Atleta                | Note |
| ---- | --------------------- | ---- |
| 1    | Ryan Bayley           |      |
| 2    | José Antonio Escuredo |      |
| 3    | Shane Kelly           |      |
| DNF  | Mickaël Bourgain      |      |
| DSQ  | René Wolff            |      |
| DSQ  | Josiah Ng             |      |